# Lista över ukrainska ministrar 2012
Detta är en lista över ukrainska ministrar december 2012. Maj 2012 hade den följande utseende.
- Premiärminister: Mykola Azarov
- Förste biträdande premiärminister: Serhij Arbuzov
- Bitr. premiärminister: Jurij Bojko
- Bitr. premiärminister: Kostiantyn Hrysjtjenko
- Bitr. premiärminister: Oleksandr Vilkul
- Regionalutvecklingsminister: Hennadij Temnyk
- Försvarsminister: Pavlo Lebedjev
- Inrikesminister: Vitalij Zachartjenko
- Justitieminister: Oleksandr Lavrynovytj
- Utrikesminister: Leonid Kozjara
- Finansminister: Jurij Kolobov
- Ekologi- och naturresursminister: Oleh Proskurjakov
- Utbildnings- och idrottsminister: Dmytro Tabatjnyk
- Kulturminister: Leonid Novochatko
- Hälsominister: Rajsa Bohatyrjova
- Jordbruksminister: Mykola Prysiazjnjuk
- Energi- och kolindustriminister: Eduard Stavytskyj
- Kabinettminister: Olena Lukasj
- Handelsminister: Ihor Prasolov
- Industriminister: Mychajlo Korolenko
- Infrastruktursminister: Volodymyr Kozak
- Skatteminister: Oleksandr Klymenko
- Socialminister: Natalja Korolevska